# Bergmann-Schaefer Lehrbuch der Experimentalphysik
Das Lehrbuch der Experimentalphysik von Ludwig Bergmann und Clemens Schaefer zählt zu den Klassikern der deutschsprachigen physikalischen Lehrbuchliteratur. Von Konzeption und Umfang her ist es zwischen Lehrbuch und Handbuch angesiedelt. Die erste Auflage des mehrbändigen Werkes erschien zwischen 1943 und 1955, seither wurden die Bände unter wechselnden Herausgebern und zahlreichen Mitautoren neu aufgelegt und die Reihe um neue Bände ergänzt. Es erscheint im Verlag Walter de Gruyter.
Bis 1955 erschienen die ersten drei Bände über Mechanik, Akustik und Wärmelehre (Bd. 1, zuerst 1943), Elektromagnetismus (Bd. 2, zuerst 1950) sowie Optik und Atomphysik (Bd. 3 in zwei Teilen, zuerst 1955). Seit 1970 erfolgte eine Überarbeitung von Heinrich Gobrecht, der die Reihe 1975 mit dem vierten Band Aufbau der Materie erweiterte. Der Band 3 Optik wird seit der 9. Auflage, 1993 von Heinz Niedrig mit Beiträgen von mehreren Autoren herausgegeben. 1992 brachte Wilhelm Raith eine umfassend neu strukturierte und geschriebene Auflage des Inhaltes von Band 4 in nun drei Bänden, von Band 4 bis 6 gemeinsam mit etwa 35 Autoren heraus. 1994 erschien der 7. Band Erde und Weltraum, der neu bearbeitet 1997 in zwei Bänden Erde und Planeten und Sterne und Weltraum erschien. Raith überarbeitete in der Folgezeit auch die Bände 1 und 2.

## Bände
- Band 1: Mechanik, Akustik, Wärme. Erstauflage 1943,  aktuelle 12. Auflage 2008, hrsg. von Klaus Lüders (Freie Universität Berlin) und Gebhard von Oppen (Technische Universität Berlin), ISBN 978-3-11-019311-4
- Band 2: Elektromagnetismus. Erstauflage: 1950, Bearbeiter waren bis 1958 Ludwig Bergmann und Clemens Schaefer, danach Clemens Schaefer allein, ab der 6. Auflage 1971 Heinrich Gobrecht (in der 7. Auflage 1987 unterstützt von Jens und Klaus Gobrecht), ab der 8. Auflage (1999) und aktuelle 9. Auflage 2006, hrsg. von Wilhelm Raith (Universität Bielefeld), ISBN 3-11-018898-8
- Band 3: Optik. Erstauflage: 1955, in der 4. Auflage (1966) bearbeitet von Frank Matossi, ab der 6. Auflage 1974 Heinrich Gobrecht, ab der 9. Auflage und aktuelle 10. Auflage 2004, hrsg. von Heinz Niedrig (TU Berlin), ISBN 3-11-017081-7
- Band 4: Bestandteile der Materie. Erstauflage: Teilchen. 1992, aktuelle 2. Auflage 2003, hrsg. von Wilhelm Raith, ISBN 3-11-016800-6
- Band 5: Gase, Nanosysteme, Flüssigkeiten. Erstauflage: Vielteilchen-Systeme. 1992, aktuelle 2. Auflage 2005, hrsg. von Karl Kleinermanns (Heinrich-Heine-Universität Düsseldorf), ISBN 3-11-017484-7
- Band 6: Festkörper. Erstauflage: 1992, aktuelle 2. Auflage 2005, hrsg. von Rainer Kassing (Universität Kassel), ISBN 3-11-017485-5
- Band 7: Erde und Planeten. Erstauflage: 1997, aktuelle 2. Auflage 2001, hrsg. von Wilhelm Raith, ISBN 3-11-016837-5
- Band 8: Sterne und Weltraum. Erstauflage: 1997, aktuelle 2. Auflage 2002, hrsg. von Wilhelm Raith, ISBN 3-11-016866-9

Eingestellte Bände, da aufgeteilt:
- Band 4: Aufbau der Materie, Erstauflage: 1975, 1992 aufgeteilt in neue Bände 4 bis 6
- Band 7: Erde und Weltraum, Erstauflage: 1994, 1997 aufgeteilt in neue Bände 7 und 8

### Kompakt-Reihe
Die Reihe wurde als Studienbuch ab 2012 aufgelegt.
- Band 1: Klaus Lüders, Gebhard von Oppen: Klassische Physik – Mechanik und Wärme. De Gruyter, Berlin/Boston 2012. doi:10.1515/9783110226683
- Band 2: Klaus Lüders, Gebhard von Oppen: Relativistische Physik – von der Elektrizität zur Optik. De Gruyter, Berlin/München/Boston 2015. doi:10.1515/9783110226706
- Band 3: Klaus Lüders, Gebhard von Oppen: Quantenphysik – Atomare Teilchen und Festkörper. De Gruyter, Berlin/München/Boston 2015. doi:10.1515/9783110226720

## Beiträge in neueren Auflagen
- Band 1 (Mechanik-Akustik-Wärmelehre, 12. Auflage 2008). Um den Lehrbuchcharakter stärker zu betonen, wurde der Abschnitt über die Spezielle Relativitätstheorie aus der 11. Auflage (1998, Bearbeiter Klaus Stierstadt, Wilhelm T. Hering, Thomas Dorfmüller) wieder herausgenommen. Behandelt werden auch Strömungslehre und Tieftemperaturphysik (Kryotechnik).
- Band 2 (Elektromagnetismus, 9. Auflage 2006). Im Vorwort wird der Charakter einer Einführung betont, allerdings mit sehr viel ausführlicherer Darstellung. Es finden sich jeweils Internet-Hinweise, darunter auch auf Wikipedia-Artikel (deutsch/englisch). Im Anhang wird ausführlich auf Gefahren der Elektrizität eingegangen.
- Band 3 (Optik, 10. Auflage 2004):
  - Horst Weber: Einführung, von den Maxwellschen Gleichungen zur Geometrischen Optik
  - Jürgen Kross: Optische Abbildung
  - Hans Joachim Eichler: Dispersion und Absorption des Lichts
  - Hans Joachim Eichler: Interferenz, Beugung und Wellenleitung
  - Kurt Weber: Polarisation und Doppelbrechung des Lichts
  - Heinrich Kaase, Felix Serick: Optische Strahlung und ihre Messung[4]
  - Heinwig Lang: Farbmetrik
  - Matthias Freyberger, Florian Haug, Wolfgang Schleich, Karl Vogel: Quantenoptik[5]
  - Horst Weber: Erzeugung von kohärentem Licht – Laser
  - Horst Weber: Nichtlineare Optik
  - Günter Schmahl: Röntgenoptik
  - Hannes Lichte, Heinz Niedrig: Materiewellen, Elektronenoptik
  - Harald Fuchs: Rastersondenmikroskopie
  - Helmut Rauch: Neutronenoptik
  - Tilman Pfau: Optik mit Materiewellen: Atomoptik
  - Erwin Sedlmayr: Strahlungsprozesse und Optik in der Relativitätstheorie (Einschließlich einem Abschnitt über Allgemeine Relativitätstheorie)
- Band 4 (Bestandteile der Materie, 2. Auflage 2003)
  - Hans Kleinpoppen: Atome
  - Nikolaus Risch: Moleküle – Bindungen und Reaktionen
  - Manfred Fink: Moleküle – Spektroskopie und Strukturen
  - Klaus-Peter Lieb: Atomkerne
  - Rolf-Dieter Heuer, Peter Schmüser: Elementarteilchen
- Band 5 (Gase, Nanosysteme, Flüssigkeiten, 2. Auflage 2006)
  - Siegfried Hess, Manfred Faubel: Gase und Molekularstrahlen
  - Jürgen Uhlenbusch: Niedertemperaturplasmen
  - Uwe Riedel, Christof Schulz, Jürgen Warnatz, Jürgen Wolfrum: Verbrennung
  - Siegfried Hess, Martin Kröger, Peter Fischer: Einfache und disperse Flüssigkeiten[6]
  - Klaus Lüders: Superflüssigkeiten
  - Hans-Henning Strehblow: Elektroden, Elektrodenprozesse und Elektrochemie
  - Gerd Hauck, Gerd Heppke: Flüssigkristalle[7]
  - Thomas Dorfmüller: Makromolekulare und Supramolekulare Systeme
  - Hellmut Haberland, Karl Kleinermanns, Frank Träger: Cluster
  - Helmut Grubmüller, Stefan Seeger, Harald Tschesche: Aufbau, Funktion und  Diagnostik biogener Moleküle
- Band 6 (Festkörper, 2. Auflage 2005)
  - Udo Scherz: Grundlagen der Festkörperphysik
  - Peter Luger: Kristallstrukturen
  - Werner Schilling: Fehlordnung in Kristallen
  - Margret Giesen, Harald Ibach: Oberflächen[8]
  - Burkard Hillebrands, Stefan Blügel: Magnetismus
  - Hilbert von Löhneysen: Supraleitung
  - Rainer Kassing: Halbleiter
  - Hartmut Hillmer, Josef Salbeck: Materialien der Optoelektronik – Grundlagen und Anwendungen
  - Ludwig K. Thomas: Werkstoffe
- Band 7 (Erde und Planeten, 2. Auflage 2001):
  - Rudolf Gutdeutsch: Geophysik
  - Gerold Siedler, Walter Zenk: Ozeanographie
  - Heinz Reuter, Michael Hantel, Reinhold Steinacker: Meteorologie
  - Michael Hantel: Klimatologie
  - Tilman Spohn: Planetologie
  - Helmut O. Rucker: Planetenmagnetosphären
  - Siegfried J. Bauer: Planetenatmosphären
- Band 8 (Sterne und Weltraum, 2. Auflage 2002):
  - Hilmar W. Duerbeck: Grundlagen der Astronomie
  - Hilmar W. Duerbeck: Terrestrische Observatorien und Beobachtungstechniken
  - Fridtjof Speer, Josef Hoell: Extraterrestrische Observatorien[9]
  - Helmut Scheffler, Johannes V. Feitzinger: Sterne und interstellare Materie
  - Johannes V. Feitzinger: Galaxien
  - Hans-Joachim Blome, Josef Hoell, Wolfgang Priester: Kosmologie